# 淺間山莊事件
淺間山莊事件指的是於1972年2月19日—2月28日，聯合赤軍在長野縣輕井澤町河合樂器製造公司的保養所「淺間山莊」所做的綁架事件。事件中，五名聯合赤軍成員（坂口弘、吉野雅邦、坂東國男、加藤倫教、加藤元久）脅持淺間山莊管理人的妻子作人質達10天。2月28日，警察攻入淺間山莊內拯救人質，死者3人（2名機動隊員，1名民眾），傷者27人（26名隊員、1名報道關係者），5名赤軍被捕，人質全數獲釋。電視直播警察攻入山莊時的情況，當天是有收視率調查以來錄得家庭收視率最高的一天：在人質被救出的一刻，民間放送各台及NHK合共的收視率接近90%。

## 起端
當時，聯合赤軍襲擊位於櫪木縣真岡市的軍火店及奪去槍支及彈藥後逃去，警方開始追捕行動。
聯合赤軍成員逃到群馬縣的山岳地帶，建立「榛名山據點」，但由於赤軍成員進行被稱為「總括」的無意義肅反行動，在幾近歇斯底里的氣氛下殺害了近半數的成員（山岳據點事件），大大削弱了他們的能力。
警方在山頭進行地毯式搜索，並在榛名山及迦葉山發現聯合赤軍的據點，赤軍從收音機得知他們已被發現，他們認為接鄰的長野縣仍未出動警察追捕，於是決定逃到長野縣。
他們打算從長野縣的佐久市方向逃出，但由於裝備貧乏以及天氣嚴寒關係，在山中迷失方向，偶然地逃到輕井澤（淺間山位於群馬縣及長野縣的分界，而佐久市及輕井澤則在該山山腳）。輕井澤Lake New Town（軽井沢レイクニュータウン）是當時新建的渡假屋地區，赤軍成員手上的地圖並沒有記載，所以他們並不知道自己身在何處，亦無法進行下一步行動（為何最後會到達淺間山莊只是偶然）。
2月19日正午左右，赤軍成員潛入輕井澤Lake New Town的一間無人旅舍，正當他們在屋內進食及休息時，發現搜索中的一個長野縣機動分隊，並開槍襲擊，機動隊則作出還擊。於3時20分左右，赤軍成員突破包圍逃出，並逃入淺間山莊內，脅持山莊管理人的妻子作人質。

## 解救行动
为了防止联合赤军成员逃亡国外，警察厅下令扩大封锁线，在道路上设立检查站。警方从截获的联合赤军无线电报中了解其位置后，警察厅长官后藤田正晴指示长野县警方在不开枪的情况下安全解救人质，逮捕全部联合赤军成员。很快长野县警方的机动队以及赶来增援的警視厅机动队立即设置路障，并将整个山庄团团包围。
警方切断了山庄的供水，投掷催泪弹，并且制造出很大的噪音，希望迫使联合赤军投降。但没有成功。于是警方让联合赤军成员吉野雅邦和寺岡恒一的双親以及坂田弘的母亲到场劝说他们投降，但是犯人反而作出反弹式反应开枪，依旧没有成功。
经过研究后，警方决定使用起重机挂载着铁球摧毁山庄墙壁，让机动队攻入山庄。根据警方的分析结果，联合赤军成员应该在山庄的第一层，而人质被关在第二层。警方计划用铁球捣毁两个楼层间的墙和楼梯，以便解救在第二层的人质（实际上是人质是在第一层）。由于铁球的威力很大，稍不注意的话，铁球可能将整个山庄彻底击毁于是再三进行了计算。但到最后铁球车失灵，官方的说明是水箱的水冻住了，实际上却是关在狭小的操作室裡的警官不小心踢掉了电池。。
2月28日上午8点钟，警方发出最后通牒，但联合赤军没有理睬。10点钟开始，铁球开始撞击山庄墙壁，随后警視厅第二机动队、第九机动队和第七机动队队员展开解救行动。在催泪弹的掩护下，两名第九机动队队员和一名长野县机动队队员手持防弹盾牌首先进入山庄。
尽管开始顺利，但由于之前情报失误，使得机动队队员进入山庄不久，便遭遇到联合赤军的袭击。联合赤军的武器包括了霰彈枪、0.22口径步枪和手枪。机动队队员推开屋内的障碍物时，联合赤军成员开枪射击。警部高见繁光和第二机动队警视内田尚孝头部被子弹击中后不久殉职。同时进入屋内的第二机动队四中队脸部被霰彈击伤，另外还有多名机动队队员受伤。由于屋内一片混战，迫使山庄外的铁球停止撞击墙壁，以避免误伤到机动队队员。
不久准许开枪的指示下达，机动队队员开始向屋内射击。

## 軼事
由於事件期間正值嚴冬，山區的溫度更低至零下15度，包圍山莊的警方遭遇到山下送上來的食物凍結无法食用的問題；對此，警方以發配日清杯麵（即食麵）的方式加以應對。而電視臺轉播事件時警察吃泡麵的鏡頭，竟意外的產生病毒式宣傳的效果，使原本銷量有限的杯麵成為了風行至今的產品。